# Гипотеза Андре — Оорта
Гипотеза Андре — Оорта — проблема в теории чисел, которая обобщает гипотезу Манина — Мамфорда. Начальную версию гипотезы высказал Ив Андре в 1989, а более общую версию высказал Франс Оорт в 1995. Современная версия является обобщением этих двух гипотез. Имеется опубликованное в форме препринта доказательство гипотезы.

## Утверждение
Гипотеза в современном виде выглядит следующим образом. Пусть S является многообразием Симуры и пусть V является множеством специальных точек в S. Тогда неприводимые компоненты топологии Зарисского множества V являются специальными подмногообразиями.
Первая версия Андре гипотезы была просто для одномерных многообразий Симуры, в то время как Оорт предположил, что это должно работать с подмногообразиями пространства модулей главнополяризованных абелевых многообразий размерности g.

## Частичные результаты
Различные результаты были установлены в направлении доказательства полной гипотезы среди других Беном Мооненом, Ивом Андре, Андреем Яфаевым, Басом Эдиксховеном, Лореном Клозелом и Эммануэлем Уллмо. Большинство этих результатов предполагают, что обобщённая гипотеза Римана верна. Самый большой результат, не предполагающий верности гипотезы Римана, появился в 2009, когда Джонатан Пайла использовал технику o-минимальной геометрии и теории трансцендентных чисел, чтобы доказать гипотезу для произвольных произведений модулярных кривых, за что ему была вручена в 2011 исследовательская премия Клэя.
В препринте 2021 года Джонатан Пайла, Анант Шанкар и Яков Цимерман привели доказательство гипотезы Андре — Оорта.

## Обобщения
Так же, как гипотезу Андре — Оорта можно рассматривать как обобщение гипотезы Манина — Мамфорда, саму гипотезу Андре — Оорта можно обобщить. Обычно рассматривается обобщение Зильберта — Пинка, которое комбинирует обобщение гипотезы Андре — Оорта, предложенное Ричардом Пинком, и гипотезу Бориса Зильбера.